# NGC 2821
NGC 2821 ist eine Spiralgalaxie vom Hubble-Typ Sbc im Sternbild Pyxis. Sie ist schätzungsweise 99 Millionen Lichtjahre von der Milchstraße entfernt.
Das Objekt wurde am 26. März 1835 von John Herschel entdeckt.